# Sophie Leopoldine Wilhelmine von Grotthuis
Sara Grotthuis, d. i.: Sophie Leopoldine Wilhelmine Baronin von Grotthuis, oder auch Grotthuß, vorm. Sara Wulff, geb. Sara Meyer (* 20. Oktober 1763 in Berlin; † 11. Dezember 1828 ebenda) war Autorin und neben Henriette Herz, Rahel Varnhagen von Ense und Sophie Sander eine der bekanntesten Berliner Salonnièren des späten 18. und frühen 19. Jahrhunderts.

## Leben
Sara Grotthuis wurde im Jahre 1763 als älteste Tochter des jüdischen Bankiers Aaron Moses Meyer und seiner Frau Rösel, Tochter des Benjamin Veitel Ephraim, der seinerseits Sohn des Veitel Heine Ephraim, Münzjude Friedrichs II. war, geboren. Sie war eine Cousine Rahel Varnhagen von Enses, geb. Levin.
Der bekannte jüdische Gelehrte und Aufklärer Moses Mendelssohn, ein enger Freund der Familie, wurde in Saras Ausbildung und Erziehung einbezogen. So auch im Falle einer Brieffreundschaft der jungen Sara zu einem gleichaltrigen Hamburger Kaufmannssohn, der ihr Goethes Die Leiden des jungen Werther zukommen ließ.
Bereits im Alter von 15 Jahren, im Jahr 1778, verheiratete Mendelssohn die junge Sara im Einverständnis mit ihren orthodoxen Eltern mit dem älteren jüdischen Seidenfabrikanten Jacob Isaac Wulff (1758–1833). Die Ehe war unglücklich und stürzte die junge Sara in große Verzweiflung. Die Ehe wurde im Jahr 1788 kinderlos geschieden. Am 26. September desselben Jahres ließ sie sich taufen.
1797 heiratete sie den livländischen Baron Ferdinand Dietrich von Grotthuis, Grundbesitzer und Offizier der preußischen Armee.
In Folge des verlorenen Krieges 1806 gegen Napoleon verlor das Ehepaar Grotthuis seine gesamten livländischen Besitzungen und verarmte. Das Paar lebte fortan in Oranienburg, wo Baron Grotthuis eine Stelle als Posthalter annahm. Am 11. Dezember 1828 starb die Witwe Grotthuis in ärmlichen Verhältnissen.

## Literarischer Salon
Schon die junge Sara entzog sich den familialen Vorlesestunden, um den Werther zu verschlingen, der ihr von einem jungen Verehrer geschickt worden war.  Nach der Lektüre, die sie tief beeindruckte, schickte sie dem Verehrten das Buch mit zahllosen Anmerkungen und glühenden Briefen zurück, die jedoch von ihrem Vater abgefangen wurden. Moses Mendelssohn – ein enger Freund der Familie – wurde hinzugezogen, verwarf den Urheber jenes Romans als Sittenverderber und warf den Werther schließlich zum Fenster hinaus. Es war Lessing, ebenfalls ein Freund der Familie Meyer und Mendelssohn und gleichzeitig ein Bewunderer Goethes, der dem jungen Mädchen eine neue Ausgabe des Buches schenkte.
Die begabte und an Lessing, Herder und Goethe gebildete Sara führte um das Jahr 1800, neben Henriette Herz, Rahel Levin und Sophie Sander, einen der bedeutendsten Salons in der preußischen Hauptstadt. Zu ihren Gästen gehörten nicht nur Diplomaten, Schriftsteller und Schauspieler, sondern auch Angehörige des preußischen Hochadels, wie der Bruder des Königs Prinz Louis Ferdinand.
Die Bedeutung ihres Salons lag vor allem in ihrem freundschaftlichen Verhältnis zu Johann Wolfgang Goethe begründet, den sie früher als alle anderen Berliner Salonnièren und noch vor dem durch die Brüder August Wilhelm Schlegel und Friedrich Schlegel inszenierten Goethe-Kult, bereits im Jahre 1795 in den Kurbädern von Karlsbad kennengelernt hatte.
Grotthuis und Goethe führten einen jahrelangen Briefwechsel. Goethe schickte ihr viele unveröffentlichte Manuskripte für Vorträge in ihrem Salon. Grotthuis ihrerseits vermittelte Goethe einige für diesen wichtige Bekanntschaften, unter anderem mit dem Fürsten Karl Joseph von Ligne (1735–1814).
Während des andauernden Goethe-Kults in Berlin um die Jahrhundertwende zeichnete diese enge Verbindung zum großen Dichterfürsten den Salon der Sara Grotthuis vor allen anderen aus.
Goethe schickte der Grotthuis Schauspieler, wie beispielsweise das damals berühmte Schauspielerehepaar Amalie Wolff-Malcolmi (1783–1851) und Pius Alexander Wolff (1782–1828), zu deren Repertoire seine neuesten Werke gehörten und die diese in dem Salon der Freundin vor Publikum aufführen sollten.
So schrieb Goethe an Sara Grotthuis: „Zum Schlusse will ich nicht vergessen, Sie auf eine kleine Arbeit von mir, Pandora, aufmerksam zu machen. Es ist ein etwas abstruses Werkchen, welches durch mündlichen Vortrag gehoben werden muß. Herr Wolff und seine Frau werden sich ein Vergnügen daraus machen, Sie einen Abend damit zu unterhalten.“
Neben Goethe zählten Lessing und Herder, die sie beide über ihre Verbindung zu Moses Mendelssohn kannte, sowie der Fürst von Ligne zu ihren engen Bekannten. Der kritische Ehemann Rahel Varnhagens, Karl August Varnhagen von Ense schrieb nicht ohne Neid über Sara Grotthuis: „Sie hörte in ihrer Jugend Schmeicheleien von Lessing, in späterer Zeit von Herder, dann standen Frau von Genlis, der Fürst von Ligne und Goethe mit ihr im freundschaftlichen Verkehr.“
Der Salon der Sara Grotthuis endete – wie der erste Salon ihrer Cousine Rahel Levin – mit der preußischen Niederlage 1806 bei Jena und Auerstedt und der damit verbundenen Verarmung der Familie Grotthuis.